# 旅顺工科大学
旅顺工科大学（日语：〔〕／ Ryojun Kōka Daigaku）简称旅顺工大（／ Ryojun Kōdai），前身为旅顺工科学堂。创立于1909年5月10日，1922年3月31日改制为官立旅顺工科大学，1945年8月25日废校，同年11月30日正式關停，原址后为解放军海军406医院，2018年又并入967医院。旅顺工大是日治时代旅大地区设立的首座官立大学，与东京工业大学、大阪工业大学并称为日本帝国三工大。

## 概要
旅顺工科大学主要招收日本学生，但也招中国学生。本科学制3年，预科2年，预备科1年（专为中国学生设置，合格后可升入预科）。
1942年共有教职工196人，其中教授35人，讲师69人，助教24人。截止1943年，共有16届914名毕业生。

## 沿革

### 旅順工科学堂時期
- 1906年11月，關東都督大島義昌，首相桂太郎發佈《旅顺工科学堂创立书》，提議創校
- 1909年5月8日，第26回帝國議會通过了创立旅顺工科学堂预算案。
- 1909年5月10日，《旅顺工科学堂官制》颁布（校慶日）
- 1909年9月6日， 《旅順工科学堂規則》制定，设立4年制本科机械工程学、电气工程学、冶金学、矿业学专业。
- 1910年4月21日， 第1回入学
- 1910年5月10日，举行开学仪式
- 1912年3月，学校宿舍竣工
- 1913年12月，第一届毕业生毕业，同学会“兴亚技术同志会”成立
- 1916年3月，首次为中国学生设置预科

### 旅順工科大學時期

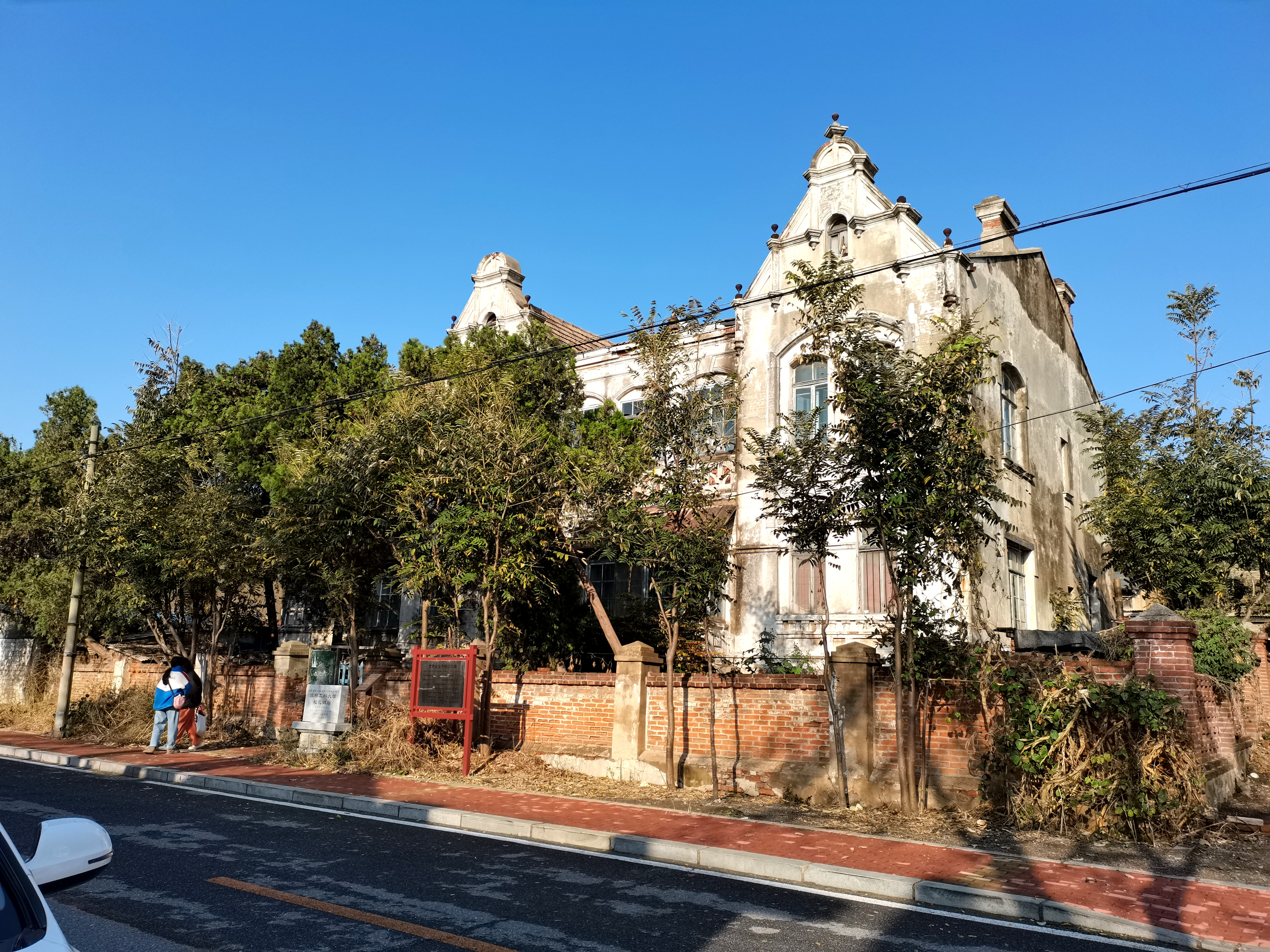
旅顺工科大学校长旧居

- 1922年3月31日，《旅顺工科大学官制》颁布，旅顺工科学堂改制为旅顺工科大学，开始招生
- 1923年4月，开设学制三年的大学预科，4月12日开始招生
- 1924年11月，内阁会议决定废止旅顺工科大学。（史称甲子学难）
- 1924年12月，续办请愿书得到批准，旅顺工科大学得以继续存在
- 1926年2月，取消旅顺工科大学附属工程学院
- 1926年4月，开设3年制机械工程专业，电气工程专业，冶金专业，矿业专业
- 1928年5月10日，建校20周年庆典
- 1936年6月，开设应用化学专业
- 1938年4月设置临时工程技术人员培训中心
- 1941年12月，由于战争原因，缩短学制的期限
- 1943年4月，预科由3年制减少为2年
- 1945年4月，设置化学专业和物理专业
- 1945年8月25日，最后的毕业典礼舉行
- 1945年9月5日，苏联红军接收學校
- 1945年10月25日，苏联红军正式发出驱逐令
- 1945年11月30日，學校正式關停

## 歷代校長
| 職務 | 姓名     | 在任时间                  |
| ---- | -------- | ------------------------- |
| 校长 | 白仁 武  | 1909年6月12日 - 1917年8月 |
| 校长 | 富田忠詮 | 1917年8月 - 1922年4月     |

| 職務     | 姓名       | 在任时间                   |
| -------- | ---------- | -------------------------- |
| 代理校长 | 土岐嘉平   | 1922年4月 - 1923年6月      |
| 代理校长 | 神谷豊太郎 | 1923年6月 - 1925年3月      |
| 校长     | 井上禧之助 | 1925年3月 - 1931年4月      |
| 校长     | 野田清一郎 | 1931年4月 - 1941年4月      |
| 校长     | 安達 禎    | 1941年4月 - 1945年11月30日 |

## 知名畢業生
- 水桥东作（教授，史密斯圆图的专家）
- 小野义一郎（小野测器创业者）
- 池田纪久男（前日本工營社长）
- 本田富雄（前新潟縣阿贺野市市长、旅顺工科大学附属临时技术人员培养中心毕业）